# 劉翊宸
劉翊宸（1818年10月22日—1910年8月25日），字雲樵，號遯菴，榜名劉承實。江蘇省常州府武進縣（今屬常州市）人，清朝政治人物，官至署福建按察使。

## 生平
道光二十四年（1844年）甲辰恩科順天鄉試經魁，揀選知縣。
因捐輸經費，獲得保奏，咸豐元年（1851年）七月一日獲准歸本班儘先選用。九月二十八日，籤分福建長樂縣知縣。二年（1852年）充壬子科福建鄉試同考官。三年（1853年）九月，調補福建福州府侯官縣知縣。任內重修侯官縣之賢良祠。
五年（1855年），升授福州府海防同知。六年（1856年），以海防同知署理福建建寧府知府。七年（1857年）五月，因清軍大勝太平軍，建寧府城解圍，閩浙總督王懿德奏陳劉翊宸守城有功，「會同文武固守，深得民心。該紳民等屢助官軍殺賊，共保危城，均堪嘉尚。」閏五月，奉旨以知府留福建補用，賞戴花翎。仍署理海防同知，隨後調署福州府知府。八年（1858年）七月，善後事畢，經奏請加道員銜。九年（1859年），以巡防功，奉旨以道員補用，加鹽運使銜。十二月，經閩浙總督慶端奏請，實授福州府知府。後署理福建鹽法道。
同治元年（1862年）正月，以候補道員署理福建按察使，加四級，覃恩從一品封典，誥授榮祿大夫。清軍三路入浙，廣東太平軍首領汪瑞集結船隻自海路攻福建，企圖掣肘閩兵赴浙，總督慶端令劉翊宸與總兵曾玉明會商布置於五虎海口堵截。隨後被給事中林壽圖奏參，與總督慶端勾結、納賄營私；上諭以廣東巡撫覺羅耆齡接任閩浙總督並徹查此案。二月，再度遭到奏參「攬權樹黨，性尤貪婪，保舉皆出其手，捐項無不中飽」，上諭新任福建巡撫徐宗幹詳查。徐宗幹奏請將被參劾的官員分別解任革職訊辦。五月二十九日，劉翊宸遭到解任、聽候查辦。二年（1863年）正月，遭到革職並追繳侵吞銀兩。六月初八日，上諭內閣指劉翊宸坦白供認，「提訊供情，尚無捏飾，核案相符」，且已在期限內賠償侵吞捐項銀兩，開復革職處分，但仍交吏部議處。三年（1864年），二月二十五日致函陝西布政使張集馨，提及本案另有隱情。五年（1866年），常州府城戰後重建，江蘇巡撫李鴻章（鄉試同年）設置清糧總局，專摺保舉鄉紳劉翊宸、莊毓鋐（莊述祖孫）主導辦理。
光緒十年（1884年）四月，被江蘇巡撫衛榮光奏参，在江蘇各地開設當鋪但惡性倒閉，虧欠八十一萬兩銀，其中包含公款五萬兩，敗壞市風，再次遭到革職。二十五年（1899年），重遊泮水。三十年（1904年），重赴鹿鳴筵宴。三十二年（1906年）九月，江蘇巡撫陳夔龍奏報鄉舉重逢。十一月，因鄉舉重逢，賞還翎銜。
宣統二年（1910年）七月二十一日卒，葬武進縣大住基村。

## 家庭及關連
劉翊宸為武進西營劉氏第十七世。
- 曾祖父：劉同（1714年－1768年），官直隸遷安縣知縣，誥贈榮祿大夫。
- 曾祖母：吳氏，監生吳希垣之女，誥贈一品夫人。
- 祖父：劉培基（1748年－1818年），劉同次子，監生。
- 嫡祖母：謝氏，謝善維之女，誥贈一品夫人。
- 本生祖母：郁氏，誥贈一品夫人。
- 父：劉叔寅（1794年－1864年），邑庠生，誥封榮祿大夫。
- 母：謝氏，謝奕恩之女，誥封一品夫人。

- 翊宸排行第一，另有三弟、二姊妹：
  - 劉覲宸（1820年－1859年），浙江候補知縣加同知銜。娶丁氏，浙江鳴鶴場大使丁履益之女。
  - 劉弼宸（1842年－1891年），廣東候補鹽大使。娶松江陸氏，福建羅源縣知縣陸如琨之女。
  - 劉輔宸（1843年－1899年），長蘆候補鹽大使。娶謝氏，候補光祿寺署正謝樹之女。
  - 姊妹一，適庠生趙增純。
  - 姊妹二，未字卒。

### 妻室
- 正室：陳氏，陝西候補縣丞陳望曾之女，誥封一品夫人。
- 側室：汪氏，誥封淑人。

### 子女
有子女十四人，九子五女。
- 長子：劉鏞（咸豐－1891年），庶汪氏出。邑庠生，戶部廣東司郎中，以臺北勦番出力，奏保以知府用加三品銜。娶毗陵呂氏，道光十六年進士福建巡撫呂佺孫五女。
- 次子：劉棫（1856年－1890年），庶汪氏出。邑庠生，選授湖北鶴峰州知州。娶海寧鍾氏，四川成綿龍茂道鍾峻之女。
- 三子：劉瀚（1859年－1906年），庶汪氏出。光緒十五年順天舉人，刑部郎中浙江候補知府，署理浙江處州府知府。出嗣弟覲宸。娶海寧鍾氏，四川成綿龍茂道鍾峻之女。
- 四子：劉焯（1895年－1920年），庶汪氏出。光緒十五年順天經魁，花翎同知銜江西候補知縣。娶武進前街董氏，道光十八年進士江西督糧道董似穀之女。

- 長女，嫡陳氏出。適三品銜候選知府盛宙懷。
- 次女，庶汪氏出。適分部郎中陸佑善。
- 三女，庶汪氏出。字莊秉綬，夫亡歸莊守貞。